# Wybory parlamentarne w Etiopii w 2005 roku
Wybory parlamentarne przeprowadzone w Etiopii w roku 2005 ocenione zostały, pomimo licznych udokumentowanych nadużyć ze strony rządzącej partii Melesa Zenawiego, jako „najbardziej demokratyczne w trzytysiącletniej historii Etiopii”. Przy rozważaniu powyższej oceny należy jednak pamiętać, że demokratyczne instytucje Etiopii są wciąż w fazie zalążkowej – do roku 1974 (obalenia Hajle Syllasje) Etiopia była cesarstwem, później przez 17 lat panował w niej ustrój komunistyczny (w którym główną rolę odgrywał Mengystu Hajle Marjam), dopóki obecnie rządząca partia nie przejęła władzy w roku 1991. Konstytucja Etiopii została uchwalona dopiero w roku 1994.
Wybory, zarówno do parlamentu federalnego, jak i do czterech rad regionalnych, odbyły się 15 maja 2005 roku. Pod presją społeczności międzynarodowej, premier Meles Zenawi obiecał, że wybory przyspieszą przemiany demokratyczne w państwie. Zaproszono obserwatorów zarówno z ramienia Unii Europejskiej, jak i Carter Center. Przy urnach zjawiło się ok. 90% uprawnionych do głosowania. Rząd wydał zakaz organizowania demonstracji w trakcie trwania wyborów.
Do obsadzenia było 517 spośród 524 miejsc w Radzie Reprezentantów Ludowych (Yehizbtewekayoch Mekir Bet) – izbie niższej etiopskiego parlamentu na 5-letnią kadencję w okręgach jednomandatowych.

## Wyniki
- Etiopski Ludowo-Rewolucyjny Front Demokratyczny (przywódca: Meles Zenawi) 302 mandaty
- Koalicja na rzecz Jedności i Demokracji 122 mandaty
- Zjednoczone Etiopskie Siły Demokratyczne 57 mandatów
- Federalistyczny Demokratyczny Ruch Oromo 11 mandatów
- Afarska Partia Narodowo-Demokratyczna 8 mandatów
- Ludowo-Demokratyczny Front Jedności Benishangul Gumuz 8 mandatów
- Ruch Wyzwolenia Sidama 3 mandaty
- Ludowo-Demokratyczny Ruch Gambela 3 mandaty
- Ludowo-Demokratyczna Organizacja Jedności Sheko i Mezenger 1 mandat
- Somalijska Partia Ludowo-Demokratyczna 1 mandat
- Narodowa Liga Hareri 1 mandat
- Demokratyczna Organizacja Narodowości Argoba 1 mandat
- niezależni 1 mandat

## Ocena
Kolejne wyborcze zwycięstwo rządzącego EPRDF pod przewodnictwem premiera Melesa Zenawiego. Opozycja informowała o licznych nieprawidłowościach – w tym ofiarach śmiertelnych – akcji służb bezpieczeństwa. Minister informacji Bereket Simon zaprzeczył wszelkim oskarżeniom, zaś rząd pomówił opozycję o chęć rozpętania w kraju konfliktu na miarę masakry rwandyjskiej sprzed 11 lat. Przeciwko fałszerstwom wyborczym cały czas protestują opozycjoniści. Władza nie waha się przed użyciem ostrej amunicji (do 8 czerwca zginęły od kul co najmniej 22 osoby) oraz masowy aresztowaniami (do aresztu trafiło choćby 500 studentów Uniwersytetu w Addis Abebie). Mimo to dyplomaci uznali obecne wybory za „najbardziej demokratyczne w trzytysiącletniej historii Etiopii”.
1 listopada 2005 roku rozpoczęła się fala protestów organizowanych głównie przez Koalicję na rzecz Jedności i Demokracji. Wynikiem było ponad 60 tys. aresztowań oraz przynajmniej 42 osoby zabite (siły rządowe użyły przeciw protestantom ostrej amunicji).